# RegioTriRhena
RegioTriRhena (kurz Regio) ist die Bezeichnung für eine Europaregion, das heißt einen länderübergreifenden Lebens- und Wirtschaftsraum, am südlichen Oberrhein. Er umfasst Gebiete in Frankreich, Deutschland und der Schweiz im Raum um die Städte Colmar, Mülhausen, Freiburg im Breisgau, Lörrach, Basel und Liestal. Diese Gebiete sind Südbaden, die Nordwestschweiz und das Oberelsass, zusammen eine Fläche von rund 8.700 km². In der RegioTriRhena wohnen rund 2,3 Millionen Menschen, davon über eine Million Erwerbstätige. Der geografische Raum hat eine über mehrere Jahrhunderte reichende gemeinsame Geschichte, was bis heute in Sprache, Architektur und Kultur erkennbar ist. Die RegioTriRhena ist Teil der Oberrheinkonferenz. Die RegioTriRhena hat bereits Projekte in den Arbeitsfeldern Kultur (regionale und lokale Kulturgeschichte, Museumsförderung), Tourismus, Jugend und Sport, Bildung, Kommunikation, Transport und den EuroAirport, Raumordnung, Umwelt, Messen und Kongresse sowie Wirtschaft angestoßen.

## RegioTriRhena-Rat
Als Plattform für die Kooperation, die vor allem auf Ebene der Kommunalpolitik stattfindet, dient der RegioTriRhena-Rat. Im RegioTriRhena-Rat sind Städte, Gemeinden, Gebietskörperschaften, Organisationen der Wirtschaft, Hochschulen, Verbände und Vereine aus der Region Mitglied. Er wurde 1995 von den drei Vereinen Regio Basiliensis, Regio du Haut-Rhin und RegioGesellschaft Schwarzwald-Oberrhein gegründet. 2003 wurde er neugegründet als Verein nach deutschem Recht. Vereinszweck ist die Bündelung und Intensivierung der Kräfte für eine regionale und grenzüberschreitende Zusammenarbeit.
Die drei Länder entsenden je bis zu 25 Mitglieder in den Rat, welche auch Träger und Finanzierer seiner Aktivitäten sind. Organe des RegioTriRhena-Rats sind die Mitgliederversammlung (zweimal im Jahr), der Gesamtvorstand (15 Mitglieder, aus jedem Land fünf) und das dreiköpfige Präsidium (ein Präsident, zwei Vizepräsidenten), das auf zwei Jahre gewählt wird. Die Geschäftsführer der drei Regio-Gesellschaften übernehmen mit dem Rats-Sekretär gemeinsam die Geschäftsführung der RegioTriRhena.